# Cementerio de los Partisanos de Livno
El Cementerio de los Partisanos de Livno fue construido en 1972 para honrar a los partisanos yugoslavos de Livno (actual Bosnia y Herzegovina) que murieron en el Frente de Liberación Nacional. Es uno de los cementerios más grandes de los partisanos en Bosnia y Herzegovina.  Contiene los restos de 171 partisanos no identificados, así como los restos de todos los guerrilleros muertos en la zona. Los nombres de los guerrilleros conocidos se tallan en los cuatro lados.
Durante y después de la guerra en el período 1992-1995 fue atacado en varias ocasiones en un intento de destruirlo. Durante la guerra fue dinamitado dos veces, pero la estructura resistió la explosión. A menudo se borran los grafitis.
El Partido Socialdemócrata de Bosnia y Herzegovina organiza una corte anual y deshierbe de la zona para ayudar a preservar el espacio. 